# 学士（政治経済学）
学士（政治経済学）（がくし せいじけいざいがく）は、学士の学位の一つ。同じく政治経済学に関連する学位として学士（政治学）及び学士（経済学）などがある。
日本における学士（政治経済学）は主に大学の政治経済学部を卒業した者に授与する学位である。